# Lamachaera
Lamachaera é um gênero de mariposa pertencente à família Acrolepiidae.